# Winslow (Illinois)
Winslow es una villa ubicada en el condado de Stephenson en el estado estadounidense de Illinois. En el Censo de 2010 tenía una población de 338 habitantes y una densidad poblacional de 288,72 personas por km².

## Geografía
Winslow se encuentra ubicada en las coordenadas 42°29′36″N 89°47′41″O / 42.49333, -89.79472. Según la Oficina del Censo de los Estados Unidos, Winslow tiene una superficie total de 1.17 km², de la cual 1.17 km² corresponden a tierra firme y (0%) 0 km² es agua.

## Demografía
Según el censo de 2010, había 338 personas residiendo en Winslow. La densidad de población era de 288,72 hab./km². De los 338 habitantes, Winslow estaba compuesto por el 96.45% blancos, el 0% eran afroamericanos, el 0.89% eran amerindios, el 0.3% eran asiáticos, el 0% eran isleños del Pacífico, el 0.89% eran de otras razas y el 1.48% pertenecían a dos o más razas. Del total de la población el 3.85% eran hispanos o latinos de cualquier raza.